# Marxisme d'alliberament nacional

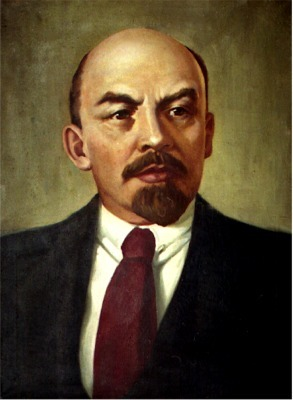
Vladimir Lenin

El Marxisme d'alliberament nacional és un corrent del marxisme, apareguda especialment després de la influència de Vladimir Lenin en la defensa del antiimperialisme i l'autodeterminació de tots els pobles que es va fer predominant en els moviments comunistes, especialment en la defensa de la llibertat del govern colonial en el Tercer Món. L'alliberament nacional ha estat promoguda pels marxistes des d'una perspectiva internacional-socialista en lloc d'una perspectiva nacionalista-burgesa.
En arribar al poder, Lenin i el govern bolxevic a Rússia van declarar que tots els pobles tenien el dret a l'autodeterminació. Si bé Lenin va criticar el nacionalisme, va afirmar que la causa de l'alliberament nacional no era una qüestió de xovinisme, sinó una qüestió de democràcia radical.
A l'Estat espanyol entre els partits que han seguit aquest corrent marxista estan el Partit Socialista d'Alliberament Nacional (PSAN), la Unión do Pobo Galego (UPG) i Herri Alderdi Sozialista Iraultzailea (HASI).